# Coptoeme ndzidense
Coptoeme ndzidense är en skalbaggsart som beskrevs av Pierre Lepesme 1956. Coptoeme ndzidense ingår i släktet Coptoeme och familjen långhorningar.
Artens utbredningsområde är Zimbabwe. Inga underarter finns listade i Catalogue of Life.